# Lasioglossum ceanothi
Lasioglossum ceanothi är en biart som först beskrevs av Theodore Mitchell 1960. Den ingår i släktet smalbin och familjen vägbin. Inga underarter finns listade i Catalogue of Life. Arten lever i östra USA.

## Beskrivning
Endast honan är beskriven. Det breda huvudet och mellankroppen är guldgröna med ett svagt blåaktigt metallskimmer. Clypeus är svartbrun på den övre halvan, bronsfärgad på den undre. Antennerna är mörkbruna, undersidan på de yttre delarna rödbrun. Benen är bruna med rödbruna fötter. Vingarna är halvgenomskinliga med brungula ribbor och vingfästen. Bakkroppens segment, både tergiterna och sterniterna, är mörkbruna med rödaktiga bakkanter. Behåringen är vitaktig och tämligen gles; tergiterna 2 till 4 har tätare hårband längs bakkanterna. Som de flesta smalbin är arten liten; kroppslängden är 4,8 till 5 mm och framvingelängden är 3,75 till 3,9 mm.

## Utbredning
Arten är sällsynt, och endast enstaka fynd i de amerikanska delstaterna North Carolina, Missouri och Michigan har med säkerhet identifierats som arten. Fynd har i och för sig även gjorts i Kanada, i Ontario och Nova Scotia, men dessa fynd har visat sig vara felbestämningar och det är tveksamt om arten verkligen finns i Kanada.

## Ekologi
Lasioglossum ceanothi är polylektisk, den flyger till blommande växter från olika familjer. Den har påträffats på brakvedsväxten Ceanothus americanus.
Arten förmodas vara social som andra arter i undersläktet Dialictus. Bona grävs ut i jorden och de parade honorna (alltså troligen de nya drottningarna) är de enda som övervintrar.